# Charles E. Nash

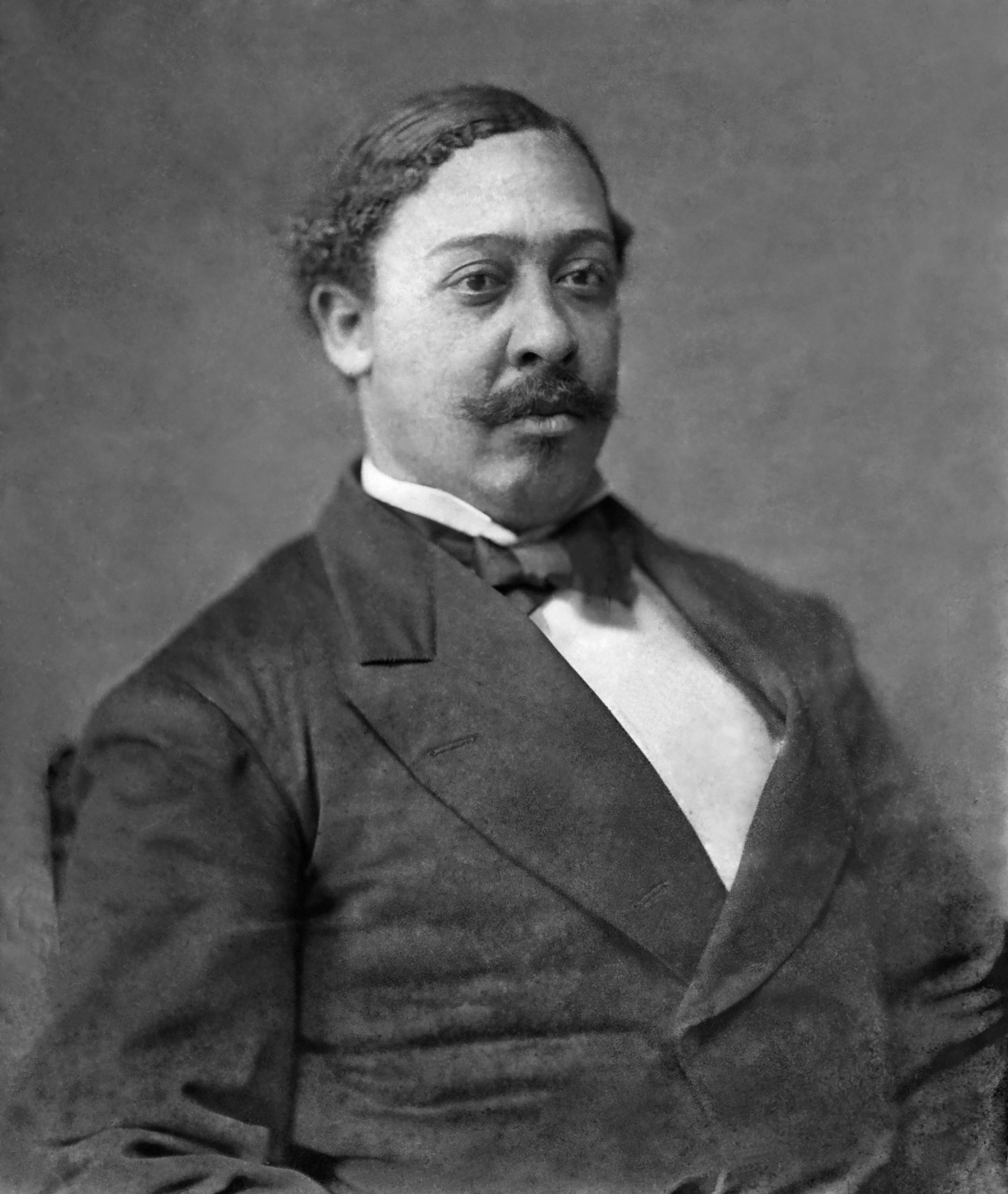
Charles E. Nash

Charles Edmund Nash (* 23. Mai 1844 in Opelousas, Louisiana; † 21. Juni 1913 in New Orleans, Louisiana) war ein US-amerikanischer Politiker. Zwischen 1875 und 1877 vertrat er den Bundesstaat Louisiana im US-Repräsentantenhaus.

## Werdegang
Charles Nash besuchte die öffentlichen Schulen seiner Heimat und erlernte danach den Beruf des Maurers. Während des Bürgerkrieges trat er im Jahr 1863 in das Heer der Union ein, das damals bereits Teile von Louisiana besetzt hielt. In der Army stieg er bis zum Stabsfeldwebel auf. Im Jahr 1865 wurde er bei der Zollbehörde angestellt.
Politisch war Nash Mitglied der Republikanischen Partei. Bei den Kongresswahlen des Jahres 1874 wurde er im sechsten Wahlbezirk von Louisiana in das US-Repräsentantenhaus in Washington, D.C. gewählt, wo er am 4. März 1875 die Nachfolge von George A. Sheridan antrat. Da er bereits bei den nächsten Wahlen im Jahr 1876 dem Demokraten Edward White Robertson unterlag, konnte er bis zum 3. März 1877 nur eine Legislaturperiode im Kongress absolvieren. Es sollte fast 100 Jahre dauern, ehe 1974 mit Henson Moore wieder ein Republikaner für diesen Distrikt in den Kongress gewählt wurde. In der Zwischenzeit wurde der sechste Bezirk ausschließlich von Mitgliedern der Demokratischen Partei im US-Repräsentantenhaus vertreten.
Nach seinem Ausscheiden aus dem Kongress hat Charles Nash keine bedeutenden politischen Ämter mehr bekleidet. Er war lediglich zwischen Februar und Mai 1882 Posthalter in der Stadt Washington und starb am 21. Juni 1913 in New Orleans.